# Автентические лады
Автентические лады (от позднелат. authenticus — подлинный, достоверный) — термин, под которым в музыке средних веков понимались четыре главных, или основных, церковных лада, с финалисами d, e, f, g. Автентические лады назывались числительными (грецизмами), соответственно, protus, deuterus, tritus и tetrardus. Четыре других лада, помещающиеся на кварту ниже автентических — A, H, с, d, считаются производными и называются плагальными. Ни один из этих восьми ладов не имел того значения, какое имеют мажорный и минорный лады (см. Модальность, Тональность). Термин впервые встречается в тонариях из Сен-Рикье и Меца, в трактате «Musica dicsiplina» Аврелиана из Реоме и в других источниках эпохи Каролингского Возрождения (последняя четверть VIII — IX в.).